# Anastasia Dețiuc
Anastasia Dețiuc (14 december 1998) is een tennisspeelster uit Moldavië. Zij begon op zevenjarige leeftijd met het spelen van tennis. Zij speelt rechtshandig en heeft een tweehandige backhand. Zij is actief in het internationale tennis sinds 2014. In februari 2018 nam Dețiuc de Tsjechische nationaliteit aan.

## Loopbaan
In 2015 speelde Dețiuc op het juniorentoernooi van het US Open; zij was de eerste speelster uit Moldavië op het US Open.
In juli 2021, na het bereiken van de halve finale op het dubbelspel van het WTA-toernooi van Boedapest, kwam zij binnen op de top 150 van de wereldranglijst in het dubbelspel.
In oktober 2022 won zij de dubbelspeltitel op het WTA-toernooi van Parma, samen met de Tsjechische Miriam Kolodziejová – hiermee steeg zij naar de top 100 van de wereldranglijst.
In 2023 had Dețiuc haar grandslamdebuut op het dubbelspel van Roland Garros, samen met de Venezolaanse Andrea Gámiz. Een maand later, op Wimbledon terug met Gámiz, won zij haar eerste grandslampartij.

### Tennis in teamverband
In 2014 speelde Dețiuc voor Moldavië vier partijen op de Fed Cup, waarvan zij er drie won.

## Posities op deWTA-ranglijst
Positie per einde seizoen:
| jaar | rang enkelspel | rang dubbelspel |
| ---- | -------------- | --------------- |
| 2016 | 1035           | 1073            |
| 2017 | 790            | 841             |
| 2018 | 417            | 448             |
| 2019 | 367            | 166             |
| 2020 | 376            | 157             |
| 2021 | 555            | 169             |
| 2022 | 1133           | 81              |
| 2023 | –              | 99              |

## Palmares
| Legenda                 |
| ----------------------- |
| Grandslamtoernooi       |
| Olympische Spelen       |
| Year-End Championships  |
| Premier Mandatory       |
| Premier Five / WTA 1000 |
| Premier / WTA 500       |
| International / WTA 250 |
| Challenger / WTA 125    |

### WTA-finaleplaatsen enkelspel
geen

### WTA-finaleplaatsen vrouwendubbelspel
| nr.              | finale     | toernooi          | ondergrond | partner             | tegenstandsters                    | score            |         |
| ---------------- | ---------- | ----------------- | ---------- | ------------------- | ---------------------------------- | ---------------- | ------- |
| gewonnen finales |            |                   |            |                     |                                    |                  |         |
| 1.               | 2022-10-01 | WTA Parma         | gravel     | Miriam Kolodziejová | Arantxa Rus Tamara Zidanšek        | 1-6, 6-3, [10-8] | details |
| 2.               | 2024-05-04 | WTA Saint-Malo    | gravel     | Amina Ansjba        | Estelle Cascino Carole Monnet      | 7-6, 2-6, [10-5] | details |
| 3.               | 2025-03-22 | WTA Antalya       | gravel     | Maja Chwalińska     | Jesika Malečková Miriam Škoch      | 4-6, 6-3, [10-2] | details |
| verloren finales |            |                   |            |                     |                                    |                  |         |
| 1.               | 2023-07-16 | WTA Contrexéville | gravel     | Amina Ansjba        | Cristina Bucșa Aljona Fomina       | 6-4, 3-6, [7-10] | details |
| 2.               | 2023-07-30 | WTA Lausanne      | gravel     | Amina Ansjba        | Anna Bondár Diane Parry            | 2-6, 1-6         | details |
| 3.               | 2025-03-29 | WTA Antalya       | gravel     | Maja Chwalińska     | María Lourdes Carlé Simona Waltert | 6-3, 5-7, [3-10] | details |
| 4.               | 2025-04-20 | WTA Oeiras        | gravel     | Patricia Maria Țig  | Francisca Jorge Matilde Jorge      | 1-6, 2-6         | details |

## Resultaten grandslamtoernooien
| Legenda | Legenda                          |
| ------- | -------------------------------- |
| g.t.    | geen toernooi gehouden           |
| l.c.    | lagere categorie                 |
| –       | niet deelgenomen                 |
| G       | uitgeschakeld in de groepsfase   |
| 1R      | uitgeschakeld in de eerste ronde |
| 2R      | uitgeschakeld in de tweede ronde |
| 3R      | uitgeschakeld in de derde ronde  |
| 4R      | uitgeschakeld in de vierde ronde |
| KF      | uitgeschakeld in de kwartfinale  |
| HF      | uitgeschakeld in de halve finale |
| F       | de finale verloren               |
| W       | het toernooi gewonnen            |
| w-v     | winst/verlies-balans             |

### Enkelspel
geen deelname

### Vrouwendubbelspel
| toernooi        | 2023 |
| --------------- | ---- |
| Australian Open | –    |
| Roland Garros   | 1R   |
| Wimbledon       | 2R   |
| US Open         | 1R   |